# Aortaaneurizma
Egy verőértágulatot akkor hívunk aneurysmának, ha a tágulat átmérője legalább 50%-kal meghaladja a normális átmérőt. A normál átmérőt általában szakirodalmi adatok alapján határozzuk meg, azonban ez nem minden ér esetében ismert, illetve az erek nagysága jelentős egyéni variációkat mutathat – például testméret, nem és életkor függvényében. Ennek megfelelően az International Society for Cardiovascular Surgery által felállított ad hoc bizottság (1991) meghatározása szerint az artériás aneurysma definíciója: "egy tartósan, azonos helyen megfigyelt verőértágulat akkor számít aneurysmának, ha a tágulat mértéke legalább 50%-kal meghaladja az első proximális normális érszakasz átmérőjét".

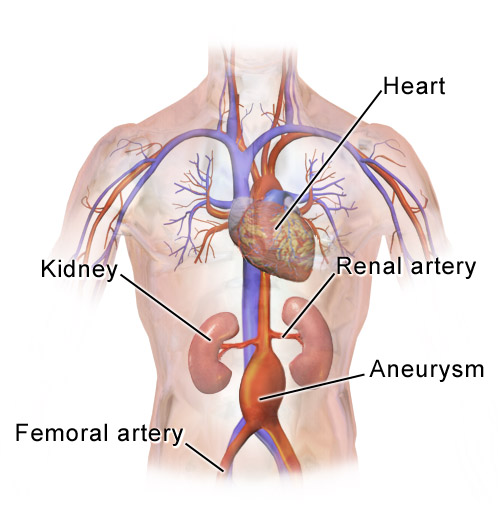
Hasi aorta aneurizma

A hasi – infrarenalis (veseerek alatti) – aorta szakasz esetében a jelenlegi kritériumok alapján abdominális aorta aneurysmáról (AAA) beszélünk, ha az átmérő meghaladja a 3 cm-t, vagy legalább 50%-kal nagyobb a normális értéknél.
Az aneurysmák két fő típusa különíthető el: „valódi” és „álaneurysma”. Valódi aneurysma akkor alakul ki, ha az érfal minden rétege meggyengül, és az ér hosszanti, illetve haránt irányban is kitágul (ún. fusiformis tágulat), amely általában szimmetrikus az ér hossztengelyére. Álaneurysma általában érsérülés vagy beavatkozás következtében keletkezik, és ilyenkor csak az érfal külső rétege vagy a környező kötőszövet alkotja a tágulat falát. Alak szerinti beosztásban a fusiformis (orsó alakú) és a saccularis (zsákszerű, asszimmetrikus) formák különböztethetők meg, utóbbi esetben a tágulat egy zsákra emlékeztet, amelynek alakja nem szimmetrikus az áramlás tengelyére.

## Előfordulás
Az AAA előfordulása a legújabb epidemiológiai adatok alapján 2,9%-8% közé tehető, és a férfiaknál lényegesen gyakoribb, átlagosan 4:1 arányban fordul elő. A betegek átlagéletkora 70 év körül van, de az életkor előrehaladtával az előfordulás jelentősen emelkedik. 55 éves kor alatt ritka, majd gyors növekedést mutat, és 80-85 éves korban elérheti a 6%-os csúcsot is. Nőknél a prevalencia emelkedése később, általában 70 éves kor felett indul, és 90 éves korra elérheti a 4,5%-ot. Az elmúlt évtizedben a szűrési programok bevezetése és a diagnosztikai módszerek fejlődése miatt a felismerési arány jelentősen javult.

## Rizikófaktorok
- életkor (65 év felett a kockázat jelentősen nő)
- férfi nem (a férfiaknál a kockázat többszöröse a nőkéhez képest)
- dohányzás (még azoknál is, akik korábban dohányoztak, a kockázat magasabb marad)
- kezeletlen szív- és érrendszeri betegség
- magas vérnyomás (hipertónia)
- genetikai okok (például a kötőszöveti gyengeség miatt Marfan-szindrómások különösen veszélyeztetettek)
- családi halmozódás (akiknél a családban már előfordult AAA)

## Egészségügyi jelentősége
Az aneurysma átmérőjének növekedésével a Laplace-törvény szerint az érfal feszülése exponenciálisan emelkedik – ezért egy bizonyos átmérő felett az érfal szakadása („ruptúra”) egyre nagyobb kockázatot jelent. Az aneurysma elhelyezkedésétől függően a szakadás a hashártya mögötti térben (retroperitonealis), a hasüregben, vagy ritka esetben a bélfalon keresztül történő áttöréssel is járhat, amely masszív vérvesztéshez és akár véres széklet megjelenéséhez vezethet.
Az aorta aneurysma leggyakrabban a veseér alatti (infrarenalis) szakaszon fordul elő. Elektív (tervezett) műtéti beavatkozás esetén a halálozási arány napjainkban 3-5% alatti, azonban ruptúra esetén a halálozás meghaladja a 80%-ot, gyakran előfordul, hogy a beteg a kórházba szállítást sem éli meg. Az időben történő felismerés és kezelés ezért kulcsfontosságú az életkilátások javításában.